# Oberglabach
Oberglabach, (en luxembourgeois : Uewerglabech ), est un lieu-dit de la commune luxembourgeoise de Nommern située dans le canton de Mersch.
La chapelle d’Oberglabach et son site sont inscrits sur la liste des immeubles et objets classés monuments nationaux ou inscrits a l’inventaire supplémentaire depuis l'arrêté ministériel du 11 août 1983.